# چیز جدیدی نیست (ترانه)
«چیز جدیدی نیست» ترانه‌ای از تیلور سوئیفت خوانندهٔ و ترانه‌سرای اهل آمریکا و فیبی بریدجرز است. سوئیفت این ترانه را در مارس ۲۰۱۲ نوشت و آن در کنار آرون دسنر برای دومین آلبوم استودیویی ضبط مجدد شده‌اش، سرخ (نسخه تیلور)، تولید کرد که در سال ۲۰۲۱ از طریق ریپابلیک رکوردز منتشر شد.

## جدول‌های موسیقی
| جدول (۲۰۲۱)                                | بهترین جایگاه |
| ------------------------------------------ | ------------- |
| استرالیا (ای‌آرآی‌ای)                        | ۳۱            |
| کانادا (۱۰۰ تک‌آهنگ داغ کانادا)             | ۲۲            |
| ۲۰۰ آهنگ جهانی (بیلبورد)                   | ۳۳            |
| ایرلند (ایرما)                             | ۲۵            |
| پرتغال (ای‌اف‌پی)                            | ۱۵۸           |
| پخش جاری صوتی بریتانیا (اوسی‌سی)            | ۴۴            |
| بیلبورد هات ۱۰۰ ایالات متحده               | ۴۳            |
| ترانه‌های داغ کانتری ایالات متحده (بیلبورد) | ۱۱            |

### مجله
- McNutt, Myles (2020). "From 'Mine' to 'Ours': Gendered Hierarchies of Authorship and the Limits of Taylor Swift's Paratextual Feminism". Communication, Culture and Critique. 13 (1): 72–91. doi:10.1093/ccc/tcz042.